# Hope Castle

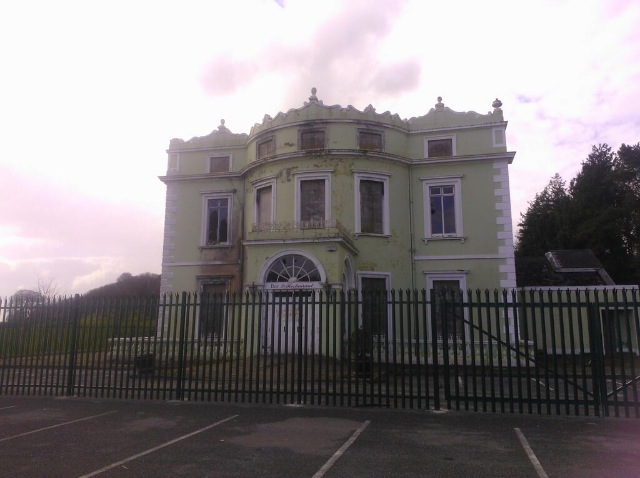
Hope Castle (früher Blayney Castle), ein Landhaus aus dem 18. Jahrhundert in Castleblayney

Hope Castle, früher Blayney Castle, ist ein Landhaus aus dem 18. Jahrhundert in der Stadt Castleblayney (irisch Baile na Lorgan) im irischen County Monaghan. Über die Jahre diente das Haus verschiedensten Zwecken, z. B. als Wohnhaus, Kaserne, Krankenhaus, Kloster und schließlich Hotel, bevor es 2010 ausbrannte. Das Gebäude steht zwar noch, ist aber derzeit unbewohnt.

## Geschichte
Das Gelände, auf dem Hope Castle errichtet wurde, gehörte ursprünglich Edward Blayney, 1. Baron Blayney, dem es 1607 verlehnt worden war. Blayney war ein walisischer Soldat, der Ländereien in Ballynalurgan und Muckno verlehnt bekam, wo er eine steinerne Burg, Blayney Castle, errichten ließ. Die Stadt Castleblayney wuchs um diese erste Burg. Blayney wurde 1621 zum Baron erhoben und seine Nachfahren hielten das Anwesen bis in die 1830er-Jahre. In der Zeit des 2. Barons Blayney, im Jahre 1641, wurde die Burg von Rebellen unter der Führung von Hugh Mac Patrick Dubh MacMahon eingenommen. Der Baron konnte fliehen, aber seine Gattin und seine Kinder wurden gefangen genommen.
Der 7. Baron Blayney verkaufte 1723 einen Teil der Ländereien. Erst in den 1780er-Jahren ließ Generalleutnant Andrew Blayney, 11. Baron Blayney, ein bekannter Soldat, dem das Anwesen von 1784 bis 1834 gehörte, das heutige Gebäude unter dem Namen Blayney Castle neben die alte Burg aus elisabethanischer Zeit stellen.
1853 verkaufte The Rt. Hon. Cadwallader Blayney, 12. Baron Blayney, das gesamte Anwesen an den reichen Henry Thomas Hope, der das Gebäude von Grund auf renovieren ließ. Der 12. Baron Blayney war der letzte dieser Dynastie. Erst in Besitz der Familie Hope, der schottisch-niederländischen Bankiersfamilie, die für den Besitz des Hope-Diamanten berühmt ist, erhielt das Landhaus den neuen Namen „Hope Castle“, den es bis heute innehat. Henrietta Adela Hope, die Tochter von Henry Thomas Hope, die einen englischen Herzog heiratete, erbte später das Anwesen. Ihr Gatte war Henry Pelham-Clinton, der bei der Heirat 1861 den Höflichkeitstitel Earl of Lincoln führte und später seinem Vater als 6. Duke of Newcastle-under-Lyne nachfolgte. In den Jahren 1900–1904 wohnten H.R.H. Feldmarschall Prinz Arthur, 1. Duke of Connaught and Strathearn, der Sohn von Königin Victoria, und seine Familie auf Hope Castle. Der Fürst war damals Kommandeur der britischen Truppen in Irland. Die Familie Hope verließ das Anwesen 1916 und es wurde im irischen Unabhängigkeitskrieg 1919–1921 zur Kaserne. 1932–1937 diente es wenige Jahre als Monaghan County Hospital. Ab 1942 belegte der Franziskanische Orden Hope Castle als Kloster bis in die 1970er-Jahre. Dann ging das Landhaus wieder in private Hände über, bis es das Monaghan County Council in den 1980er-Jahren erwarb. Die Grafschaftsverwaltung verpachtete das Haus an verschiedene Leute, zuletzt an den örtlichen Geschäftsmann Chris Haren, der das Objekt mietete, als es schon durch einen Brandanschlag im November 2010 erheblich beschädigt war. Bis zu diesem Brand war Hope Castle ein beliebtes Hotel mit Bar, Lounge, Restaurant und etlichen Gästezimmern.

### Zeitleiste
| Jahr     | 1607               | 1784                  | 1853              | 1900              | 1919–1921 | 1932–1937             | 1942–1970er-Jahre              | 1980 – Heute          |
| Besitzer | Sir Edward Blayney | Andrew Thomas Blayney | Henry Thomas Hope | Duke of Connaught | Kaserne   | Monaghan Co. Hospital | Kloster des Franziskanerordens | Grafschaftsverwaltung |

### Brand
Im November 2010 wurde auf das Landhaus aus dem 18. Jahrhundert ein Brandanschlag verübt, der im Inneren des Hotels erhebliche Schäden hinterließ. In sehr kurzer Zeit breitete sich das Feuer über die Bar und die Lounge, die Treppenhäuser nach oben in die oberen Räume aus. Zur Zeit des Brandes war das Gebäude unbewohnt, aber der Inhalt des Hotels, z. B. eine große Menge von Einrichtungsgegenständen, Möbeln und wertvolle Antiquitäten, wurden vollständig zerstört. Der Gradaí war klar, dass die Brandstifter in das Erdgeschoss eingedrungen waren, wo sie den Brand legten. Man denkt, dass eine Gruppe örtlicher Teenager sich gewaltsam Zutritt zu dem Gebäude verschaffte und es absichtlich in Brand setzte. Obwohl die Gardaí Jugendliche aus der Stadt verhörte, wurden nie die Schuldigen des Verbrechens gefunden.

## Beschreibung
Generalleutnant Andrew Blayney, 11. Baron Blayney, ließ das heutige Blayney Castle (auch Castle Blayney, später umbenannt in Hope Castle) in den 1780er-Jahren errichten. Es wurde 1799 vom irischen Architekten Robert Woodgate im georgianischen Stil umgestaltet.
Hope Castle ist ein dreistöckiges Haus mit fünf Jochen in der Nähe einer früheren Burg, das in viktorianischer Zeit restauriert wurde. Einige der Verzierungen sind die Bekrönungen der Dachbrüstung und am Eingang des Gebäudes, der in den mittleren drei Jochen liegt, die in einem Bogen nach außen streben. Eine verglaste Vorhalle und ein gusseiserner Zierbaldachin wurden ebenfalls hinzugefügt. Auch gibt es die Torlodges, Stallungen und Badehäuser noch, die dem Grundstück einen starken Eindruck langdauernder Geschichte verleihen. Bei der Übernahme durch die Grafschaftsverwaltung wurde das Landhaus renoviert und die Anbauten aus dem 19. Jahrhundert in den Gärten und an der Hauptfassade entfernt. Hope Castle ist von Grünland umgeben und liegt in der Nähe eines Waldes mit einem großen See, der „Black Island“ genannt wird.